# Championnat du Maroc de football 2005-2006
Navigation
Botola
2004-2005 Botola
2006-2007
Le Championnat du Maroc de football 2005-2006 est la 90e édition du championnat du Maroc de football.

Elle voit la victoire du WAC qui remporte son 16e sacre et retrouve son podium après 12 ans depuis son dernier titre de champion de 1992/93 devant son dauphin l'ASFAR.

Lors de cette saison, la FRMF a décidé de donné un trophée au club champion pour la 1re fois de son histoire depuis sa création en 1957.

## Participants
- Wydad AC
- As.FAR
- Raja CA
- AS Salé
- COD Meknès
- DH Jadida
- MA Tétouan
- IR Tanger
- IZ Khémisset
- JS Massira
- MC Oujda
- OC Khouribga
- OC Safi
- HUS Agadir
- SCC Mohammédia
- Union de Touarga

## Compétition

### Classement
| Rang | Équipe                          | Pts | J  | G  | N  | P  | Bp | Bc | Diff |
| ---- | ------------------------------- | --- | -- | -- | -- | -- | -- | -- | ---- |
| 1    | Wydad AC                        | 61  | 30 | 17 | 10 | 3  | 33 | 16 | +17  |
| 2    | FAR de Rabat T                  | 58  | 30 | 16 | 10 | 4  | 41 | 14 | +27  |
| 3    | Olympique Club de Khouribga CdT | 53  | 30 | 15 | 8  | 7  | 44 | 23 | +21  |
| 4    | Raja CA                         | 51  | 30 | 13 | 12 | 5  | 34 | 24 | +10  |
| 5    | Hassania d'Agadir               | 49  | 30 | 14 | 7  | 9  | 31 | 24 | +7   |
| 6    | CODM de Meknès                  | 41  | 30 | 10 | 11 | 9  | 23 | 25 | -2   |
| 7    | Difaâ d'El Jadida P             | 40  | 30 | 8  | 16 | 6  | 29 | 26 | +3   |
| 8    | Olympique de Safi               | 37  | 30 | 10 | 7  | 13 | 27 | 26 | +1   |
| 9    | Ittihad Zemmouri de Khémisset   | 36  | 30 | 8  | 12 | 10 | 20 | 25 | -5   |
| 10   | Association sportive de Salé    | 35  | 30 | 8  | 11 | 11 | 17 | 26 | -9   |
| 11   | Mouloudia Club d'Oujda          | 34  | 30 | 8  | 10 | 12 | 27 | 30 | -3   |
| 12   | Moghreb de Tétouan P            | 33  | 30 | 7  | 12 | 11 | 19 | 27 | -8   |
| 13   | Jeunesse sportive El Massira    | 32  | 30 | 5  | 17 | 8  | 23 | 26 | -3   |
| 14   | IR Tanger                       | 29  | 30 | 6  | 11 | 13 | 22 | 29 | -7   |
| 15   | Chabab Mohammédia ↓             | 27  | 30 | 6  | 9  | 15 | 15 | 35 | -20  |
| 16   | Union de Touarga -2 ↓           | 16  | 30 | 3  | 9  | 18 | 11 | 40 | -29  |

Qualifications africaines
- Ligue des champions de la CAF 2007
- Ligue des champions de la CAF 2007
- Coupe de la confédération 2007
- Coupe de la confédération 2007
- Ligue des champions arabes 2006-2007
- Relégation en Botola 2 2006-2007

Abréviations
T : Tenant du titre

V : Vice-champion

CdT : Vainqueur de la Coupe du Trône 2005-2006

P : Promus de Botola 2 2004-2005

## Meilleurs buteurs
| Rang | Joueur            | Club               | Buts |
| ---- | ----------------- | ------------------ | ---- |
| 1    | Mamadou Ba Camara | OC Khouribga       | 9    |
| 2    | Mostapha Saïdi    | CODM de Meknès     | 8    |
| 2    | Hassane Alla      | Mouloudia d'Oujda  | 8    |
| 2    | Réda Amghar       | IR Tanger          | 8    |
| 5    | Réda Ryahi        | Difaâ d'El Jadida  | 7    |
| 6    | Samir Sarsar      | Wydad AC           | 6    |
| 6    | Mustapha Allaoui  | FAR de Rabat       | 6    |
| 6    | Hassan Souari     | OC Khouribga       | 6    |
| 6    | Adil Lotfi        | FAR de Rabat       | 6    |
| 6    | Mehdi Arrafi      | Difaâ d'El Jadida  | 6    |
| 6    | Mohamed Khouyi    | Mouloudia d'Oujda  | 6    |
| 6    | Modibo Maïga      | Raja de Casablanca | 6    |

## Bilan de la saison
| Championnat du Maroc de football 2005-2006                        |                      |
| Champion                                                          | Wydad AC (16e titre) |
| Coupes et trophées                                                |                      |
| Vainqueur de la Coupe du Trône 2005-2006                          | OC Khouribga         |
| Qualifications continentales                                      |                      |
| Ligue des champions de la CAF 2007                                | Wydad AC             |
| Ligue des champions de la CAF 2007                                | FAR de Rabat         |
| Coupe de la confédération 2007                                    | Hassania d'Agadir    |
| Coupe de la confédération 2007                                    | Wydad AC             |
| Ligue des champions arabes 2006-2007                              | OC Khouribga         |
| Ligue des champions arabes 2006-2007                              | CODM de Meknès       |
| Ligue des champions arabes 2006-2007                              | Raja CA              |
| Promotions et relégations                                         |                      |
| Promus en Championnat du Maroc de football                        | Kawkab de Marrakech  |
| Promus en Championnat du Maroc de football                        | Maghreb de Fès       |
| Relégués en Championnat du Maroc de football de deuxième division | Chabab Mohammédia    |
| Relégués en Championnat du Maroc de football de deuxième division | Union de Touarga     |